# Comuna Novîi Bilous, Cernihiv
Novîi Bilous (în ucraineană Новий Білоус) este o comună în raionul Cernihiv, regiunea Cernihiv, Ucraina, formată din satele Desneanka, Koșivka și Novîi Bilous (reședința).

## Demografie
Componența lingvistică a comunei Novîi Bilous
     Ucraineană (95,29%)
     Rusă (3,9%)
     Alte limbi (0,61%)
Conform recensământului din 2001, majoritatea populației comunei Novîi Bilous era vorbitoare de ucraineană (95,29%), existând în minoritate și vorbitori de rusă (3,9%).